# کونیگز ووسترهاوزن
شهر کونیگز ووسترهاوزن (به آلمانی: Königs Wusterhausen) در ایالت برندنبورگ در کشور آلمان واقع شده‌است.